# Distrito de Vác
El distrito de Vác (húngaro: Váci járás) es un distrito húngaro perteneciente al condado de Pest. Parte del distrito forma parte del área metropolitana de Budapest.
En 2013 tiene 67 781 habitantes. Su capital es Vác.

## Municipios
El distrito tiene 2 ciudades (en negrita) y 16 pueblos (población a 1 de enero de 2013):
- Acsa (1407)
- Csörög (1891)
- Csővár (633)
- Galgagyörk (1087)
- Kisnémedi (640)
- Kosd (2483)
- Őrbottyán (7091)
- Penc (1502)
- Püspökhatvan (1453)
- Püspökszilágy (756)
- Rád (1944)
- Sződ (3586)
- Sződliget (4423)
- Vác (33 475) – la capital
- Vácduka (1360)
- Váchartyán (1772)
- Váckisújfalu (409)
- Vácrátót (1869)